# Chen Yuan (Unternehmer)
Chen Yuan (chinesisch 陈元, Pinyin Chén Yuán; * Januar 1945) ist ein chinesischer Manager und Bankier.

## Leben
Sein Vater war der chinesische Politiker Chen Yun, der zur Führungsgenerationen in der Volksrepublik China gehörte. Chen studierte an der Graduate School of Chinese Academy of Social Sciences in Peking Wirtschaftswissenschaften. Er war Sekretär der Kommunistischen Partei im Stadtbezirk Xicheng in Peking. In den 1990er Jahren war er für die People's Bank of China tätig. Von 1998 bis April 2013 leitete er das chinesische Unternehmen China Development Bank (CDB).